# Burg Hirosaki
Die Burg Hirosaki (japanisch 弘前城, Hirosaki-jō), auch Burg Takaoka (鷹岡城, Takaoka-jō), ist eine japanische Burg in Hirosaki in der Präfektur Aomori in Japan.

## Geschichte
Tsugaru Tamenobu (津軽為信; 1550–1608) gelang es, sich aus der Herrschaft der Nambu zu lösen und das Tsugaru-Gebiet in Besitz zu nehmen. Der eigentliche Burgbau in Hirosaki begann unter dessen Sohn Tsugaru Nobuhira (津軽信枚; 1586–1631) im Zeitraum 1610 bis 1611. Es entstand eine ausgedehnte Burg mit hohem Burgturm, acht Wachtürmen und zehn Toren. Dabei wurde auch Material von früheren Burgen wie der Burg Horikoshi (堀越城, Horikoshi-jō) verwandt. Ein Teil davon fiel bereits 1627 einem Blitzeinschlag zum Opfer. Unter dem vierten Chef des Hauses, Tsugaru Nobumasa (津軽信政; 1646–1710) erhielt Hirosaki zwischen 1661 und 1673 als Burgstadt ihre heutige Gestalt. 

## Die Anlage

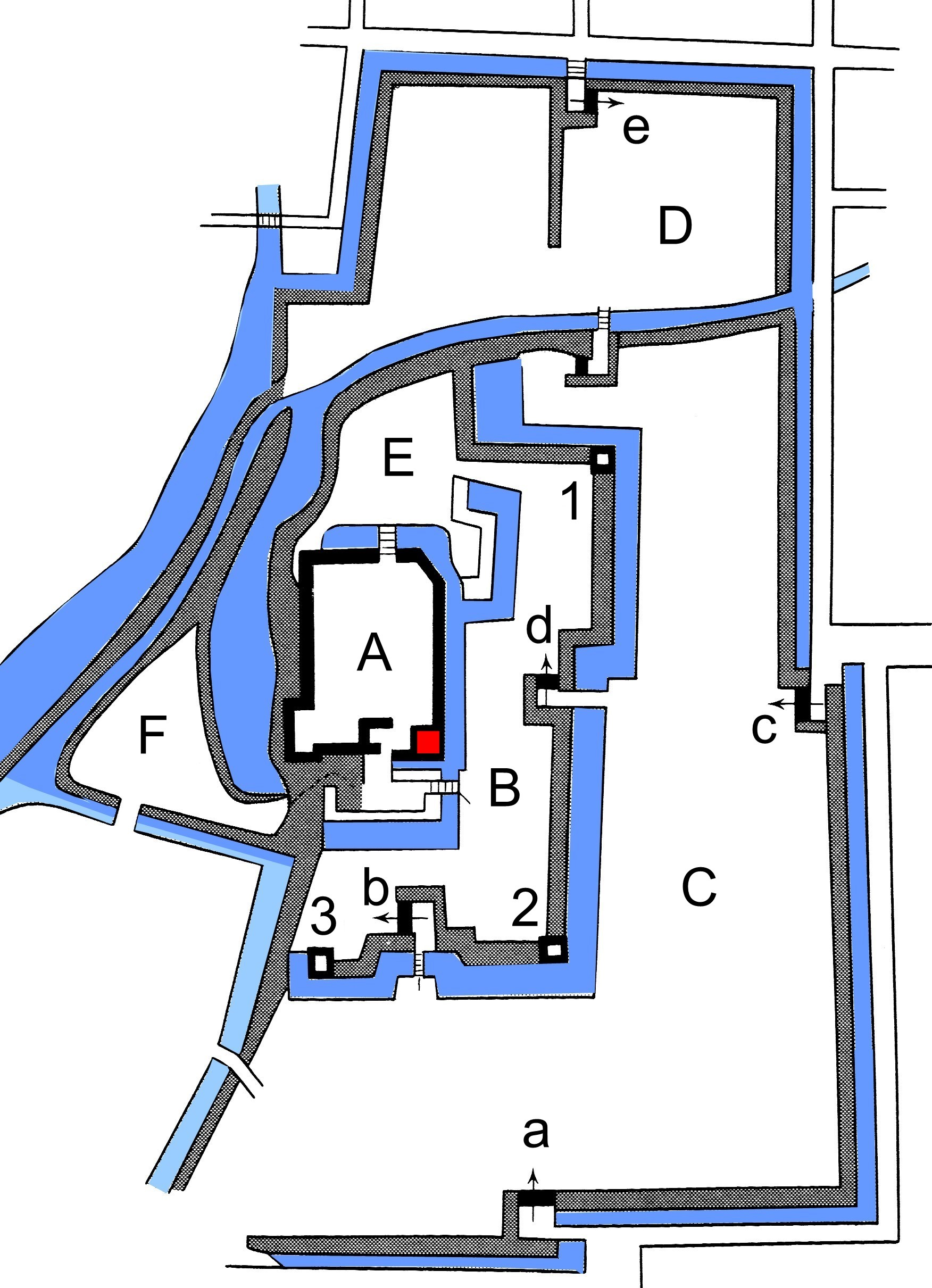
Plan der Burg (s.Text)

Die Burg ist in drei der Höhe nach gestaffelten Hauptbereiche gegliedert: Von unten nach oben sind das der dritte Burgbereich (三の丸, San-no-maru; C), der zweite Burgbereich (二の丸, Ni-no-maru; B) und der innere Burgbereich (本丸, Hommaru; A). Dem untersten Bereich sind vorgelagert der vierte Burgbereich (四の丸, Yon-no-maru; D) im Norden und der West-Burgbereich (西の丸, Nishi-no-maru; E). Der zweite Burgbereich wird im Norden ergänzt durch den inneren Nordbereich (内北門 Uchikita-no-maru; F).
Zum Schutz der Burg gibt es neben dem Burgturm (天守, Tenshu; Rot) eine Reihe von Wachtürmen (櫓, Yagura). Der zweite Burgbereich wird im Nordosten geschützt durch den Nordost-Wachturm (丑寅櫓, Ushitora; 1) und im Süden durch den Südost-Wachturm (辰巳櫓, Tatsumi-yagura; 2) und den Südwest-Wachturm (未申櫓, Hitsumisaru-yagura; 3). Der Burgturm und diese drei erhaltenen Wachtürme sind als Wichtiges Kulturgut Japans registriert.
Tore: Man betritt die Burg durch das Südtor (南門, Minami-mon; a), durch das Osttor (東門, Higashi-mon; c) oder im Norden durch das „Schildkrötenpanzer-Tor“ (亀甲門, Kikkō-mon; e) und gelangt so in den untersten, den dritten Burgbereich. Weiter gelangt man durch das innere Südtor (南内門, Minami-uchimon; b) oder durch das innere Osttor (東内門, Higashi-uchimon; d) zum zweiten Burgbereich. Alle genannten Tore sind ebenfalls Wichtiges Kulturgut. 
Zu erwähnen sind noch drei Brücken: Der Graben vor dem inneren Südtor zum zweiten Burgbereich wird durch die große Sicheltannen-Brücke (杉の大橋, Sugi no ōhashi) überbrückt. Vom zweiten zum innersten Burgbereich gelangt man im Süden über die Gejō-Brücke (下乗橋): das bedeutet, ab hier muss man zu Fuß gehen. Die Brücke im Norden zum innersten Burgbereich heißt Falkenhügel-Brücke (鷹丘橋, Takaoka-hashi).
Der innerste Bezirk, das Hommaru, ist vollständig durch hohe Steinmauern und einem Wassergraben geschützt. Die weiteren Burgbereiche, Ni-no-maru, San-no-maru, Kita-no-maru waren durch Erdwälle und Wassergräben geschützt. Vor allem an der Westseite wurden breite Wassergräben angelegt. Im Süden entstand eine Tempelstadt um den Tempel Chōshō-ji (長勝寺), die Schutzfunktion für die Burg hatte. An Stelle des 1627 verloren gegangenen Burgturms wurde 1810 an der Südost-Ecke des Hommaru der dort befindliche Wachturm als Ersatz ausgebaut, wobei man sich auf der Innenseite mit einer schlichten Fassade begnügte. Dieser Burgturm ist einer der zwölf erhaltenen Burgtürme der Edo-Zeit.
Die Tsugaru regierten ihre Domäne ununterbrochen bis zur Meiji-Restauration und gehörten mit zuletzt 100.000 koku Einnahmen zu den größeren Fürsten. Nach der Familie heißt die Meeresstraße zwischen der japanischen Hauptinsel Honshū und Hokkaidō: die Tsugaru-Straße. 
Die Burganlage wurde 1895 der Öffentlichkeit als Park zugänglich gemacht. Die mehrstufige Wallanlage und die Uferpartien sind für ihre Kirschblüte – es sollen um die 5000 Bäume sein – berühmt.

## Bilder

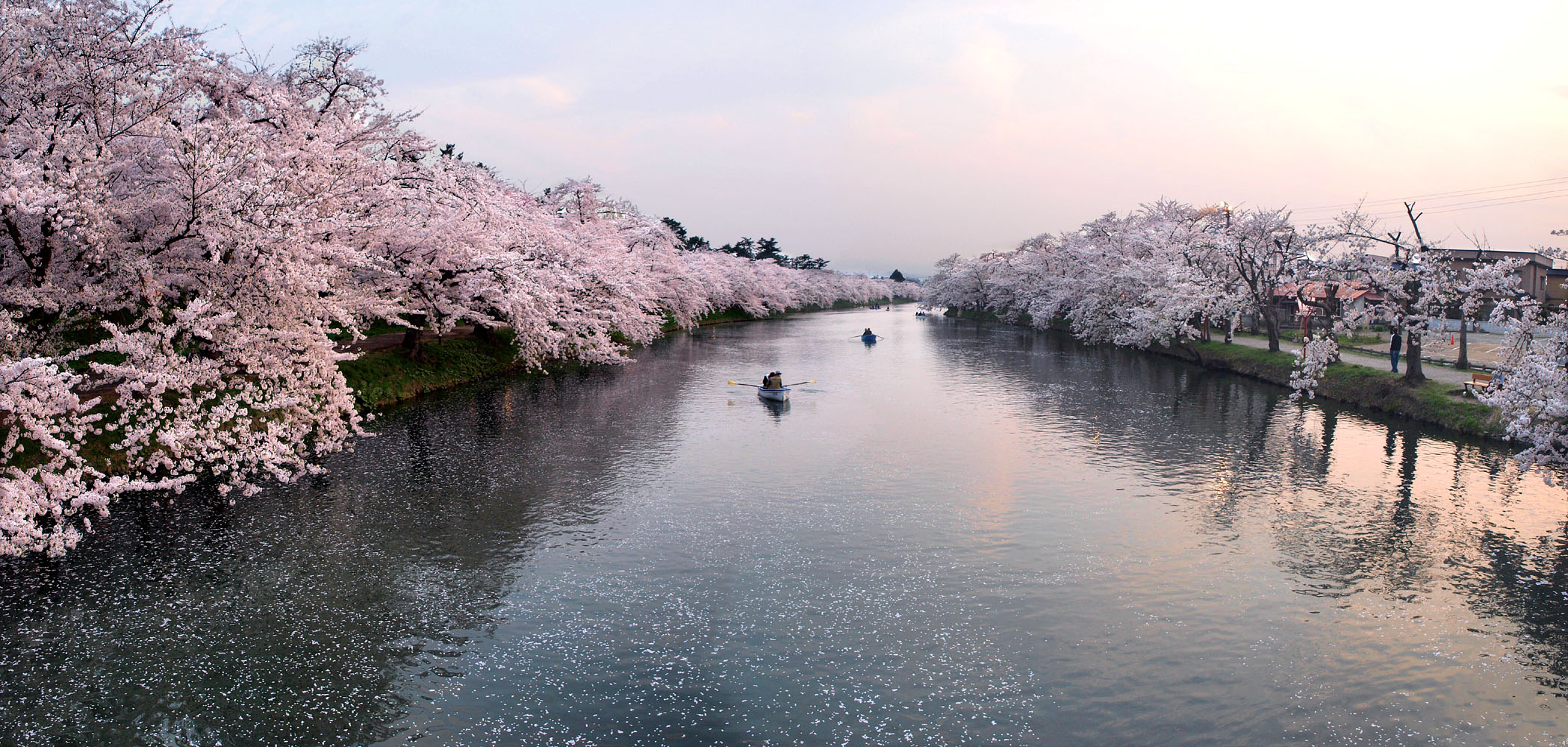
Kirschblüte am ehemaligen Iwaki-Fluss
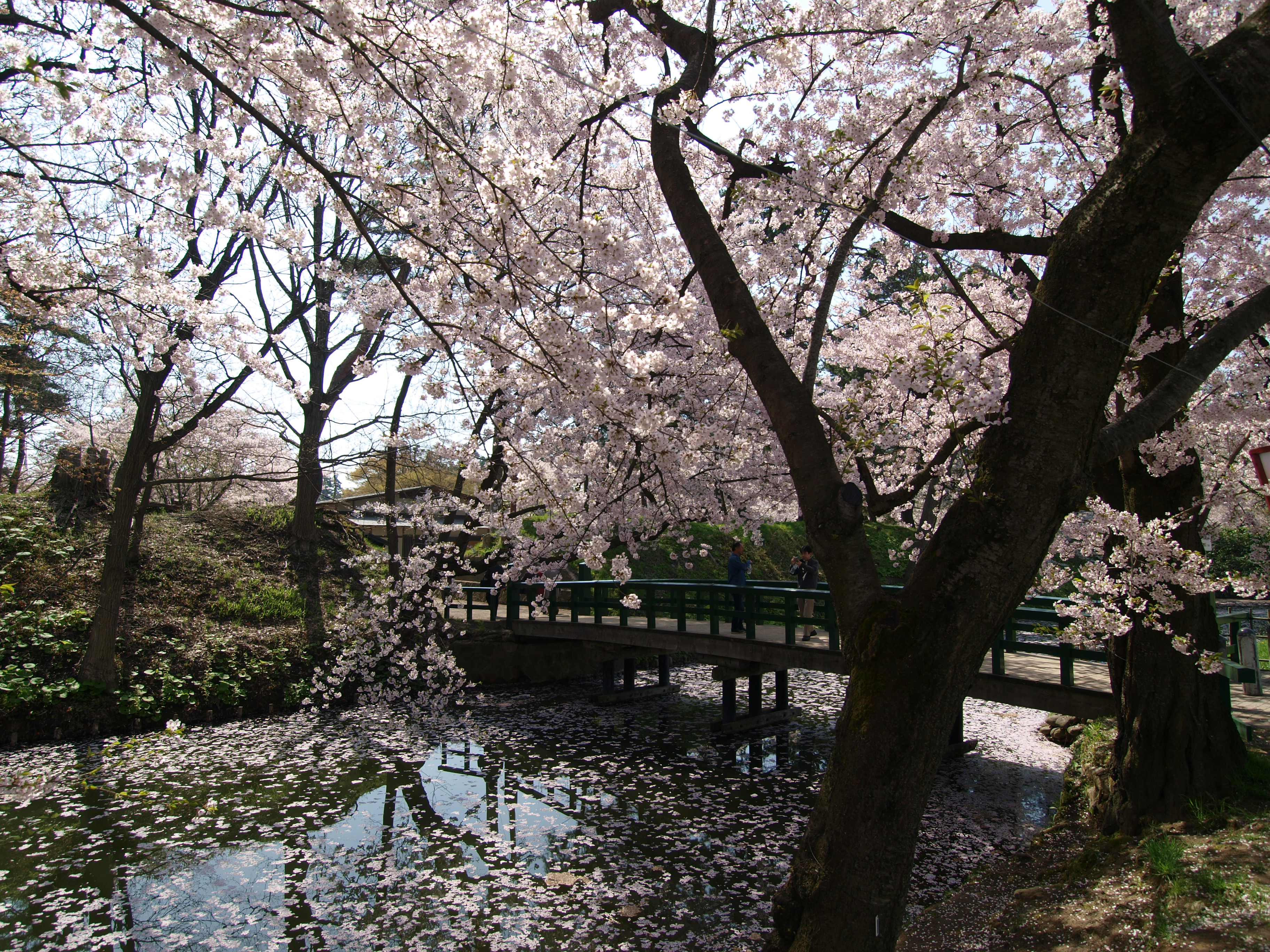
Im Park der Burg
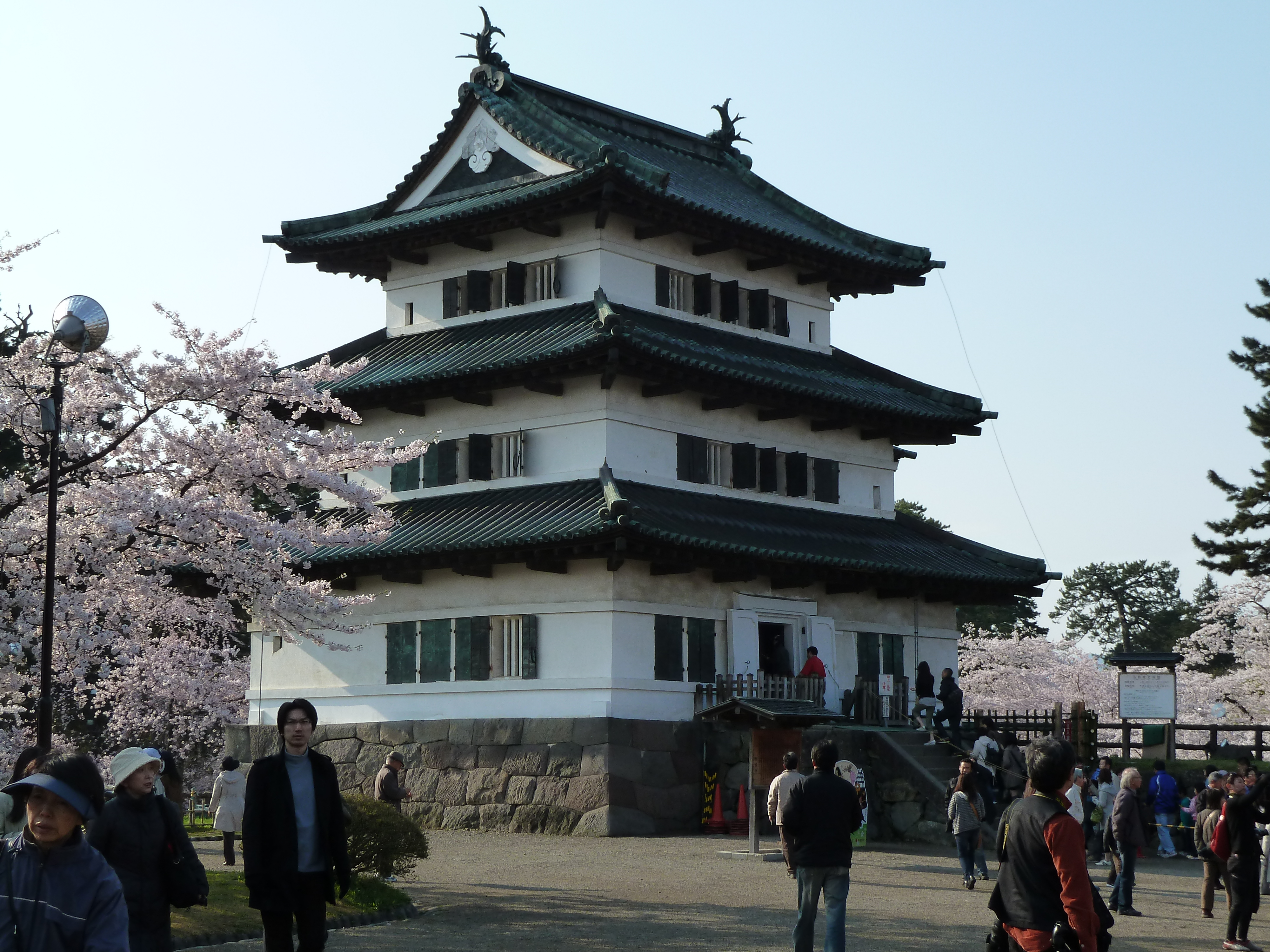
Die schlichte Fassade des Burgturms auf der nach innen gewandten Seite
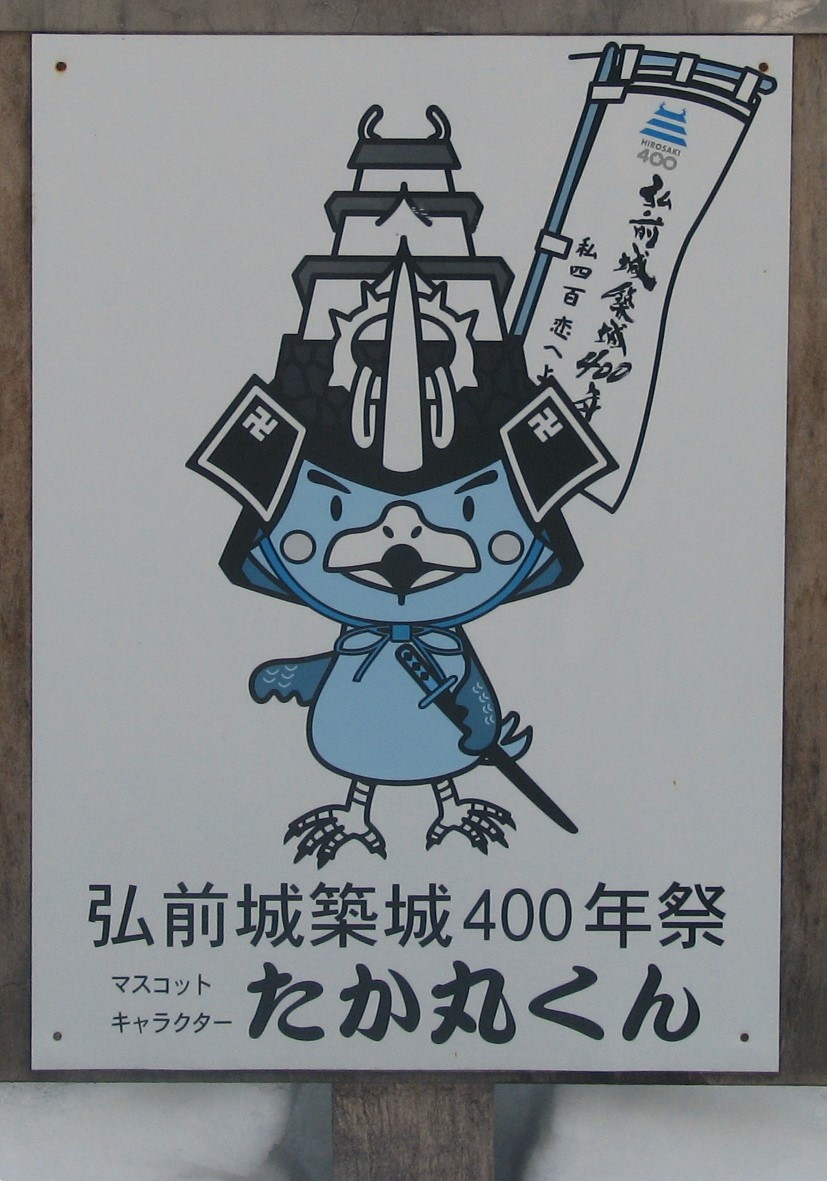
Zur 400. Jahr Feier[A 3]